# Американський сегмент МКС

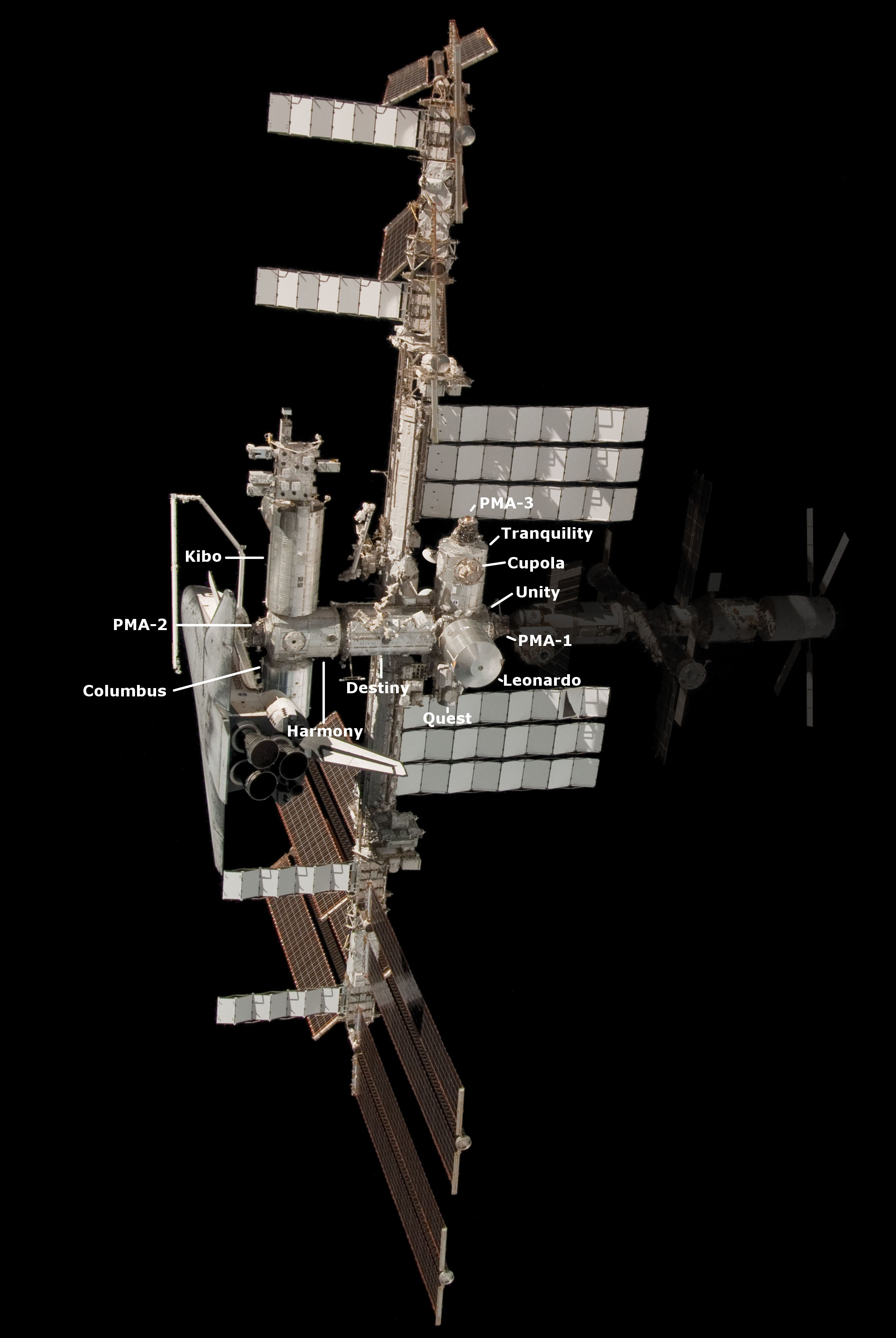
Американський сегмент МКС з пристикованим Шатлом.

Америка́нський сегме́нт МКС — модулі Міжнародної космічної станції, що належать НАСА, або ж знаходяться під керуванням ЦУП-Х'юстон.
Належне функціонування, та експлуатацію здійснюють переважно американські астронавти та астронавти інших країн учасників проекту МКС.

## Склад

### На орбіті
- Зоря (ФГБ) (входить в Американський сегмент МКС, зроблений у Росії на замовлення НАСА) — на орбіті з 20 листопада 1998;
- Юніті (Node-1) — на орбіті з 4 грудня 1998
- Дестіні (лабораторний модуль) — на орбіті з лютого 2001 року;
- Квест (шлюзовий модуль) — на орбіті з липня 2001 року;
- Гармонія (Node-2) — на орбіті з 23 жовтня 2007
- Колумбус (лабораторний модуль ЄКА) — на орбіті з 7 лютого 2008;
- Кібо (лабораторний модуль Японського космічного агентства) — на орбіті з 14 березня і 4 червня 2008 року та з 15 липня 2009;
- Спокій (Node-3) — на орбіті з 8 лютого 2010;
- Купол (для спостереження за роботом маніпулятором) — на орбіті з 8 лютого 2010;
- Магнітний альфа-спектрометр — на орбіті з 16 травня 2011;
- Транспортно-складські палети — (негерметичні платформи МКС, призначені для розміщення обладнання). Установлені на фермові конструкції — на орбіті з 16 листопада 2009 року (ELC-1 і ELC-2), з 24 лютого 2011 року (ELC-4), з 16 травня 2011 року (ELC-3);
- Багатоцільовий модуль постачання Леонардо — на орбіті з 26 лютого 2011 року.

### Планується

#### Інші пристрої
- Фермові конструкції МКС
- Канадарм2
- Декстре
- Зовнішні складські платформи
- Герметичний стикувальний перехідник